# Nduka Ugbade
Nduka Ugbade (Lagos, 6 de setembre de 1969) és un exjugador de futbol nigerià. Jugava com a defensa lateral.
Ugbade va destacar sensiblement com a jugador juvenil amb la seva selecció (on va ser protagonista del Miracle de Damman), però la seva carrera va quedar estancada quan encara era molt jove. El major mèrit com a futbolista de club va ser jugar dues campanyes a la primera divisió espanyola amb el CE Castelló. Després de passar pel Real Avilés, va tornar a la lliga nigeriana i, en els darrers anys, va emigrar al sud-est asiàtic.

## Palmarès
- 1 Superlliga de Malàisia: 2002 amb el Perak FA.
- 1 Copa de Malàisia: 2000 Perak FA.
- 1 Charity Shield de Malàisia: 1999 Perak FA.

### Altres mèrits
- 1 cop finalista del Mundial juvenil: 1989 amb Nigèria.
- 2 participacions en el Mundial juvenil: 1987 i 1989 amb Nigèria.
- Semifinalista de la Recopa africana: 1993 amb El-Kanemi Warriors FC.
- Semifinalista de la Copa FA de Malàisia: 2002 amb el Perak FA.